# Реброво (Смоленская область)
Реброво — деревня в Вяземском районе Смоленской области России. Входит в состав Российского сельского поселения. Население — 13 жителей (2007 год). 
Расположена в восточной части области в 24 км к юго-западу от Вязьмы, в 5 км южнее автодороги М1 «Беларусь», на берегу реки Хица. В 1 км севернее деревни расположена железнодорожная станция 273-й км на линии Москва — Минск. 

## История
В годы Великой Отечественной войны деревня была оккупирована гитлеровскими войсками в октябре 1941 года, освобождена в марте 1943 года.